# Pingasa tapungkanana
Pingasa tapungkanana là một loài bướm đêm trong họ Geometridae.